# 穆毅
穆毅（1926年3月—），笔名谷羊，别署景阳冈人，男，汉族，山东阳谷人，中国艺术教育家、书法家，曾任中国书法家协会理事。